# Mockery
Mockery é um filme norte-americano de 1927, sobre a Revolução Russa, estrelado por Lon Chaney. Foi o segundo filme feito em Hollywood pelo diretor dinamarquês Benjamin Christensen.

## Lançamento
Mockery recebeu críticas mistas, quando foi lançado, e é considerado como um dos filmes mais fracos de Chaney do seu período na MGM (1924-1930).